# A tökéletes hét (Így jártam anyátokkal)
A tökéletes hét az Így jártam anyátokkal című televízió-sorozat ötödik évadának tizennegyedik epizódja. Eredetileg 2010. február 1-jén vetítették, míg Magyarországon 2010. október 25-én.
Ebben az epizódban Barney megpróbálja teljesíteni a tökéletes hetet: hét nap, hét különböző nő, semmi visszautasítás. A többieknek eközben rémes hete van.

## Cselekmény
Jövőbeli Ted azt mondja, hogy amikor Barney stresszelt, sokszor képzelte azt, hogy az ismert sportriporter, Jim Nantz interjúvolja őt. Most épp egy ilyen helyzetben van, és a riporter azt kérdezi, mit kell tudni erről a bizonyos tökéletes hétről. Barney elmondja, hogy minden egy hete kezdődött, amikor elfogadott egy kihívást. Eldöntötte, hogy egy héten keresztül minden este más nőt visz haza, és egyszer sem fogják elutasítani.
Négy napig egész jól is halad, de az ötödik napon Marshall aggódva bejelenti, hogy nagy átszervezések lesznek a munkahelyen, és mivel ennek Barney az egyik oka, ezért valószínűleg őt is kirúgják majd. Barney látszólag oda se figyel, magabiztos, Marshall hiába mondja neki, hogy pénteken lesz egy meghallgatása, ahol kiderül, maradhat-e. Lily beszélni akar Barneyval, de Ted közbelép, és Barney ekkor megkéri Tedet, segítsen neki megtalálni a legbutább lányt a bárban, akit hazavihet.
Nantz megkérdezi, használt-e valamilyen teljesítményfokozót, amire nemet mond. Felidéz egy történetet, majd rátér, hogyan indult el hatodik célpontjának levadászására.
Eközben a többiek egymást cikizik, köztük Tedet azért, mert kinevetett egy ázsiai diáklányt a tudtán kívül a neve miatt, hogy Robin teper egy pasiért, akit még csak nem is szeret, és azt, hogy milyen Marshall és Lily szájhigiéniája. Lily végül szembesíti Barneyt azzal, hogy el fogja veszíteni a munkáját, amitől "begörcsöl", és veszélybe kerül a tökéletes hét. Ugyanakkor az utolsó este egy tökéletes prédát készül becserkészni, és még Lily szerint is sikerrel fog járni. Csakhogy ekkor megjelenik a bárban Nick Swisher, a 2009-es New York Yankees bajnokcsapat játékosa, és Barney választottja is inkább felé közeledik. Barney elkeseredik, hogy az egész hét hiábavaló volt, de ekkor megjelennek a barátai: elterelik Swisher figyelmét, majd úgy intézik, hogy Barney és a lány összejöhessenek.
Barney teljesíti hát a tökéletes hetet, és most itt van a főnöki iroda előtt, kimerülten, mert egész héten alig aludt, és vár a sorsára. Végül kimagyarázza magát és megtarthatja az állását. A barátai pedig a tökéletes hét emlékére "visszavonultatják" azt a nyakkendőt, amit a hetedik este viselt. Ted azt mondja, hogy ezt a sztorit tuti nem meséli el a gyerekeinek, ami  viszont mégis megtörtént.

## Kontinuitás
- Lily és Marshall másik páros utáni keresése visszatérő elem "A platinaszabály" című rész óta.
- Barneyt annak ellenére akarják kirúgni, hogy a "Mosbius Designs" című részben azt állította, olyan dolgokat tud a cégről, hogy azért biztosan nem merik kirúgni.
- Jim Nantz megemlíti, hogy Barney több mint 200 nővel volt már együtt, ami a "Jó helyen, jó időben" című epizódban történt meg.
- Lily megjegyzése arra nézve, hogy a tökéletes hét teljesíthetetlen Barney számára, alátámasztja Marshall grafikonját a "Jó helyen, jó időben" című részből, azaz hogy igazából nem nagyon sikeresek a csajozós szövegei.
- Marshall és Lily ugyanazt a fogkefét használják, ami a furcsa egymásrautaltságuknak az újabb jele.
- Barney ismét kamu történelemórát tart.

## Jövőbeli visszautalások
- Bár Barney azt állítja, hogy nem él teljesítményfokozó szerekkel, a "Szünet ki" című részben ő segíti ki ezekkel Marshallt.
- A hógömbgyűjtemény, amivel a hetedik lányt szédíti, egy olyan trükk, amilyeneket a "Talonban" című részben is használ Barney.
- Az "Örökkön örökké" című epizódból az is kiderül, hogy Barney teljesítette a tökéletes hónapot is.

## Érdekességek
- A "Hűha, nadrágot le" című részben tisztán látható, hogy mindenki külön fogkefét használ, ebben a részben viszont arra jönnek rá, hogy mindannyian ugyanazt használták, 8 éven át.
- Az epizódban számos baseball-utalás hangzik el.

## Zene
- James Newton Howard - Pennant Fever

## Vendégszereplők
- Hong Chau - Ka Ki
- Nick Swisher - önmaga
- Jim Nantz - önmaga
- Larry Poindexter - Joe Donovan
- Charlene Amoia - Wendy, a pincérnő
- Jessica Borden - Joanna
- Ryan Daniel Dobson - Danny
- George Finn - Jamie Adamic
- Charlene Lovings - asszisztens
- Brooke Newton - Christy